# إيرني ووكر (لاعب كرة قاعدة)
إيرني ووكر (بالإنجليزية: Ernie Walker)‏ هو لاعب كرة قاعدة أمريكي، ولد في 17 سبتمبر 1890 في مقاطعة جيفرسون في الولايات المتحدة، وتوفي في 1 أبريل 1965 في بيل سيتي في الولايات المتحدة.

## وصلات خارجية
- إيرني ووكر على موقعبيزبول رفرنس.كوم (الدوري الرئيسي) (الإنجليزية)
- إيرني ووكر على موقعبيزبول رفرنس.كوم (الدوري الثانوي) (الإنجليزية)